# La Disparition de mon enfant

La Disparition de mon enfant (Little Girl Lost: The Delimar Vera Story) est un téléfilm américain réalisé par Paul A. Kaufman et diffusé le 17 août 2008 sur Lifetime Movie Network et en France le 25 septembre 2009 sur TF1 puis rediffusé sur cette même chaîne le 25 janvier 2019.

## Intrigue
L'histoire décrit la lutte de Luz Cuevas (joué par Judy Reyes) pour retrouver sa fille, Delimar Vera Cuevas, disparue en 1997. Delimar a 10 jours quand Luz et son mari Pedro (joué par Héctor Luis Bustamante) décident de fêter sa naissance. Or, ce soir-là, un incendie ravage leur maison. Les parents et leurs deux garçons Wilfredo et Israël sont indemnes mais le nouveau-né est introuvable. Quand Luz accourt dans la chambre du bébé elle découvre que le berceau est vide. Les policiers affirment que la petite Delimar a péri dans l'incendie, même si le corps du nourrisson n'a pas été retrouvé et qu'il n'y ait pas eu d'enquête. Luz est pourtant convaincue que son bébé a été enlevé et que le feu a été allumé pour masquer la vérité. Mais personne ne la croit, même pas Pedro qui finit par la quitter. Six ans après le sinistre, alors qu'elle est invitée pour un anniversaire, Luz  croise Valerie Valleja (incarné par Ana Ortiz) qui était à la fête le jour où Delimar a disparu. Elle est avec une petite fille de six ans qu'elle présente comme sa fille mais Luz la reconnaît... Persuadée qu'il s'agit de Delimar, elle lui dit qu'elle a du chewing-gum dans les cheveux et en prélève quelques-uns pour un test ADN. Aidée par Angel Cruz, un homme politique défenseur des causes perdues, elle va chercher à prouver que c'est sa fille. Commence alors une enquête sur Valerie Valleja au cours de laquelle la police découvre que ce n'est pas son enfant. Le test ADN confirmera que la petite fille est bien Delimar.

## Faits réels
Le scénario est inspiré de faits réels. Comme le décrit ce téléfilm, la fille de Luzaida "Luz" Cuevas et Pedro Vera, Delimar, a été enlevée par Carolyn Correa, une amie éloignée d'un cousin de Pedro à Philadelphie, aux États-Unis. Le 15 décembre 1997, Carolyn, 42 ans, provoque délibérément un incendie dans la maison du couple pour couvrir l'enlèvement. Elle a ensuite élevé l'enfant durant 6 ans comme si c'était la sienne, sous le nom d'Aaliyah Hernandez,.
En Janvier 2004, Luz assiste à une fête d'anniversaire chez une de ses connaissances et lorsqu'elle y voit le visage d'Aaliyah, elle sait d'instinct qu'il s'agit de Delimar. Avec l'aide d'un représentant de l'État, Luz Cuevas parvient à prouver, par une série de tests ADN, qu'elle est bien la mère de l'enfant. Carolyn fut emprisonnée et inculpée notamment d'incendie criminel et d'enlèvement d'enfant. Carolyn Correa choisit à l'audience du 28 juillet 2005 de ne pas contester l'accusation d'enlèvement. Elle fut condamnée à 30 ans de réclusion dont 9 ans assorties d'une peine de sûreté,. Même si l'on suppose qu'elle avait un complice, il n'a jamais été arrêté.
Le père de Delimar, Pedro Vera, divorcé d'avec la mère de la fillette en 2002, n'a pas été autorisé à assister à la fête pour les retrouvailles, conformément aux souhaits de Luz qui suspectait la famille de Pedro d'être d'une certaine manière impliquée dans l'enlèvement, ce que celle-ci réfuta.

## Fiche technique
- Réalisation : Paul A. Kaufman
- Scénario : Christopher Canaan et Maria Nation, d'après une histoire de Christopher Canaan
- Production : Lifetime et TF1[7]
- Durée : 89 minutes
- Pays :  États-Unis,  Canada

## Distribution
- Judy Reyes (VF : Marie Vincent) : Luz Cuevas[7]
- Ana Ortiz (VF : Véronique Alycia) : Valerie Valleja[7]
- Héctor Luis Bustamante : Pedro Vera
- Marlene Forte : Tatita
- A Martinez : Angel Cruz[7]
- Jillian Bruno : Delimar Vera / Aaliyah
- Juana Samper : Gloria
- Françoise Robertson (en) : Barbara Sanchez
- Zak Santiago : Brian Santos
- Mark Humphrey (en) : Detective Ronald Rickman
- Eli Gabay (en) : Detective Eddie Gutierrez
- David Canales-Zorrilla : Israël - 6 ans
- Daniel Vasquez : Wilfredo - 5 ans
- Chris Duran : Israël - 12 ans
- Alejandro Chavarria : Wilfredo - 11 ans
- Victor Favrin : Carlos
- Patricia Mayen-Salazar : Paula
- Alejandro Rae : Jose
- Robin Douglas : Lucy Camerena
- Luz Elena Rubio : Ceci
- Vanessa Burns : Lab Technician
- Cam Cronin : DNA Technician
- Pablo Silveira : Technician
- Vanesa Tomasino : Woman 1